# Championnat de Jordanie de football 2020-2021
Navigation
Saison précédente Saison suivante
La saison 2020-2021 du Championnat de Jordanie de football est la soixante-et-onzième édition du championnat de première division en Jordanie. La compétition est disputée sous forme de poule unique où les douze meilleurs clubs du pays s'affrontent deux fois au cours de la saison, à domicile et à l'extérieur. En fin de saison, les deux derniers du classement sont relégués et remplacés par les deux meilleurs clubs de deuxième division.
C'est Al-Weehdat Club qui est sacré cette saison après avoir terminé en tête du classement final. Il s'agit du 17e titre de champion de Jordanie de l'histoire du club.
La saison commence le 5 mars 2020, mais sera interrompue après la première journée à cause de la pandémie de Covid-19, elle reprendra en août et se termine en janvier 2021.

## Les clubs participants
- Al-Weehdat Club
- Al-Faisaly Club
- Al-Jazira Amman
- Al Hussein Irbid
- Al Ramtha Sports Club
- Shabab Al-Aqaba
- Shabab Al-Ordon Club
- Al-Salt
- Al-Sareeh
- Al-Ahli Amman
- FC Ma'an – Promu de D2
- Sahab – Promu de D2

## Compétition
Le barème utilisé pour établir le classement est le suivant :
- Victoire : 3 points
- Match nul : 1 point
- Défaite : 0 point

### Classement
| Rang | Équipe                | Pts | J  | G  | N  | P  | Bp | Bc | Diff |
| ---- | --------------------- | --- | -- | -- | -- | -- | -- | -- | ---- |
| 1    | Al-Weehdat Club       | 56  | 22 | 18 | 2  | 2  | 44 | 9  | +35  |
| 2    | Al-Jazira Amman       | 44  | 22 | 13 | 5  | 4  | 35 | 24 | +11  |
| 3    | Al Ramtha Sports Club | 44  | 22 | 12 | 5  | 5  | 32 | 21 | +11  |
| 4    | Al-Salt               | 34  | 22 | 9  | 7  | 6  | 34 | 22 | +12  |
| 5    | Al-Faisaly Club T     | 27  | 22 | 6  | 9  | 7  | 27 | 29 | -2   |
| 6    | Al Hussein Irbid      | 27  | 22 | 7  | 6  | 9  | 24 | 29 | -5   |
| 7    | FC Ma'an P            | 26  | 22 | 5  | 11 | 6  | 24 | 25 | -1   |
| 8    | Shabab Al-Aqaba       | 24  | 22 | 4  | 12 | 6  | 24 | 25 | -1   |
| 9    | Shabab Al-Ordon Club  | 22  | 22 | 5  | 7  | 10 | 29 | 38 | -9   |
| 10   | Sahab P               | 21  | 22 | 5  | 6  | 11 | 19 | 32 | -13  |
| 11   | Al-Sareeh             | 20  | 22 | 5  | 5  | 12 | 22 | 35 | -13  |
| 12   | Al-Ahli Amman         | 13  | 22 | 2  | 7  | 13 | 17 | 42 | -25  |

|  | Qualification pour la Ligue des champions de l'AFC 2021                                  |
|  | Qualification pour la Coupe de l'AFC 2021                                                |
|  | Relégation directe en deuxième division                                                  |
|  | T : Tenant du titre C : Vainqueur de la Coupe de Jordanie P : Promu de deuxième division |

- En raison de la pandémie de Covid-19, la Coupe de Jordanie est annulée. Al-Weehdat Club est qualifié pour la Ligue des champions de l'AFC 2021 en raison de sa première place en championnat, Al-Jazira et Al-Ramtha, respectivement vice-champion et troisième en 2020-2021, n'obtiennent pas leur licence de la part de l'AFC. Par conséquent, les équipes suivantes les mieux classées sont ainsi qualifiées en Coupe de l'AFC.

## Bilan de la saison
| Championnat de Jordanie de football 2020-2021 |                             |
| Champion                                      | Al-Weehdat Club (17e titre) |
| Coupes et trophées                            |                             |
| Vainqueur de la Coupe de Jordanie 2020-2021   | annulée                     |
| Qualifications continentales                  |                             |
| Ligue des champions de l'AFC 2021             | Al-Weehdat Club             |
| Coupe de l'AFC 2021                           | Al-Jazira Amman             |
| Coupe de l'AFC 2021                           | Al-Salt                     |
| Promotions et relégations                     |                             |
| Promus en Jordan League                       | Al-Jaleel                   |
| Promus en Jordan League                       | Al Buqa'a                   |
| Relégués en First Division                    | Al-Sareeh                   |
| Relégués en First Division                    | Al-Ahli Amman               |